# Шестач (Шолданештський район)
Шестач (рум. Șestaci) — село у Шолданештському районі Молдови. Утворює окрему комуну.

## Населення
За даними перепису населення 2004 року у селі проживали 1184 особи.
Національний склад населення села:
| Національність   | Кількість осіб | Відсоток   |
| ---------------- | -------------- | ---------- |
| молдавани румуни | 1171 2         | 98,9% 0,2% |
| українці         | 6              | 0,5%       |
| росіяни          | 5              | 0,4%       |
| Всього           | 1184           | 100%       |